# ADatP-3
L’ADatP-3, acronyme d’Allied Data Processing Publication number 3, est un standard de rédaction de messages opérationnels échangés entre forces opérant dans un cadre OTAN.
Ce standard peut être vu comme la version militaire des règles de syntaxe "Electronic Data Interchange" (EDI).
Ce standard prescrit la syntaxe et la sémantique de messages alphanumériques structurés.

## Justification
ADatP-3 constitue un exemple d'interopérabilité procédurale (interopérabilité qui vise à définir un ensemble de procédures à respecter dans les échanges d'information, la préparation et la conduite de la manœuvre entre forces).
L'interopérabilité procédurale est une des trois composantes de la problématique d'interopérabilité, à savoir :
- l'interopérabilité procédurale
- l'interopérabilité du personnel
- l'interopérabilité technique

## Explication du processus
"L’échange en ADatP-3 consiste à prendre des entités (symboles graphiques d’unités, d’actions,…) dans un système, à transformer de manière automatique les données relatives aux entités (par exemple : nom de l’entité, nationalité, position…) en un message formaté en texte, puis à envoyer celui-ci à un allié, qui va le transformer automatiquement en entités dans son système : l’objectif étant d’avoir un échange le plus simple et le plus automatisé possible entre deux systèmes.".